# 로스라고스주

로스라고스 주의 위치

로스라고스주(스페인어: X Región de Los Lagos)는 칠레 남부에 위치한 주로 주도는 푸에르토몬트이며 면적은 48,583.6km2, 인구는 767,714명(2012년 기준)이다. 4개 현(양키우에 현, 오소르노 현, 칠로에 현, 팔레나 현)을 관할한다.

주기
주 문장